# Interoperabilitate
Interoperabilitatea este abilitatea produselor, sistemelor sau proceselor de a lucra împreună pentru realizarea unui scop comun. Termenul poate fi definit în mod tehnic sau în mod mai complex atunci când este abordat domeniul social, politic sau factorii organizaționali.

## Telecomunicații
În telecomunicații, termenul poate fi definit ca:
1. Abilitatea de a furniza servicii și de a accepta servicii de la alte sisteme și de a utiliza serviciile schimbate pentru a le permite să funcționeze eficient împreună. ITU-T oferă standarde pentru telecomunicațiile internaționale.
2. Condiția realizată între sistemele de comunicații electronice sau elementele de comunicații-echipamente electronice atunci când informațiile sau serviciile pot fi schimbate direct și în mod satisfăcător între ele și/sau utilizatorii acestora. Gradul de interoperabilitate trebuie definit atunci când se face referire la cazuri specifice.

În radio cu două căi, interoperabilitatea este compusă din trei dimensiuni:
- căi de comunicații compatibile (frecvențe, echipamente și semnalizări compatibile);
- acoperirea sistemului radio sau puterea semnalului adecvat;
- capacitate scalabilă.

## Căutare
Interoperabilitatea în căutare se referă la posibilitatea ca două sau mai multe colecții de informații să fie căutate printr-o singură interogare.
În mod specific, legat de căutarea pe web, provocarea de interoperabilitate rezultă din faptul că designerii de resurse web au de obicei puțină sau chiar nu trebuie să se preocupe de schimbul de informații cu alte resurse web. Tehnologia Căutare federată, care nu impune cerințe de format asupra proprietarului de date, a apărut ca o soluție pentru a căuta provocări în materie de interoperabilitate. În plus, au apărut recent standarde, cum ar fi OAI-PMH, RDF și SPARQL, care ajută, de asemenea, la abordarea problemei interoperabilității de căutare legate de resursele web. Aceste standarde abordează, de asemenea, subiecte mai largi de interoperabilitate, cum ar fi permiterea minelor de date.

## eGovernment
Vorbind din perspectiva guvernării electronice, interoperabilitatea se referă la capacitatea de colaborare a serviciilor transfrontaliere pentru cetățeni, întreprinderi și administrații publice. Schimbul de date poate fi o provocare din cauza barierelor lingvistice, a specificațiilor diferite ale formatelor și a varietăților de clasificări. Există multe alte obstacole care pot fi identificate.
Dacă datele sunt interpretate diferit, colaborarea este limitată, durează mai mult și nu este eficientă. De exemplu, în cazul în care un cetățean din țara A dorește să achiziționeze teren în țara B, persoana respectivă va fi invitată să trimită datele de adresă corespunzătoare. Datele de adrese din ambele țări includ: numele complet al numelui, numele și numărul străzii, precum și un cod poștal. Ordinea detaliilor adresei poate varia. În aceeași limbă, nu este un obstacol în a ordona datele de adresă furnizate; dar peste barierele lingvistice devine din ce în ce mai dificilă. Dacă limba necesită alte caractere, este aproape imposibilă, dacă nu sunt disponibile instrumente de traducere.
Prin urmare, aplicațiile de guvernare electronică trebuie să facă schimb de date într-o manieră interoperabilă din punct de vedere semantic. Acest lucru economisește timp și bani și reduce sursele erorilor. Domenii de utilizare practică se regăsesc în fiecare domeniu de politică, fie că este vorba despre justiție, comerț sau participare etc. Sunt necesare concepte clare despre modelele de interpretare.